# Drosophila lanaiensis

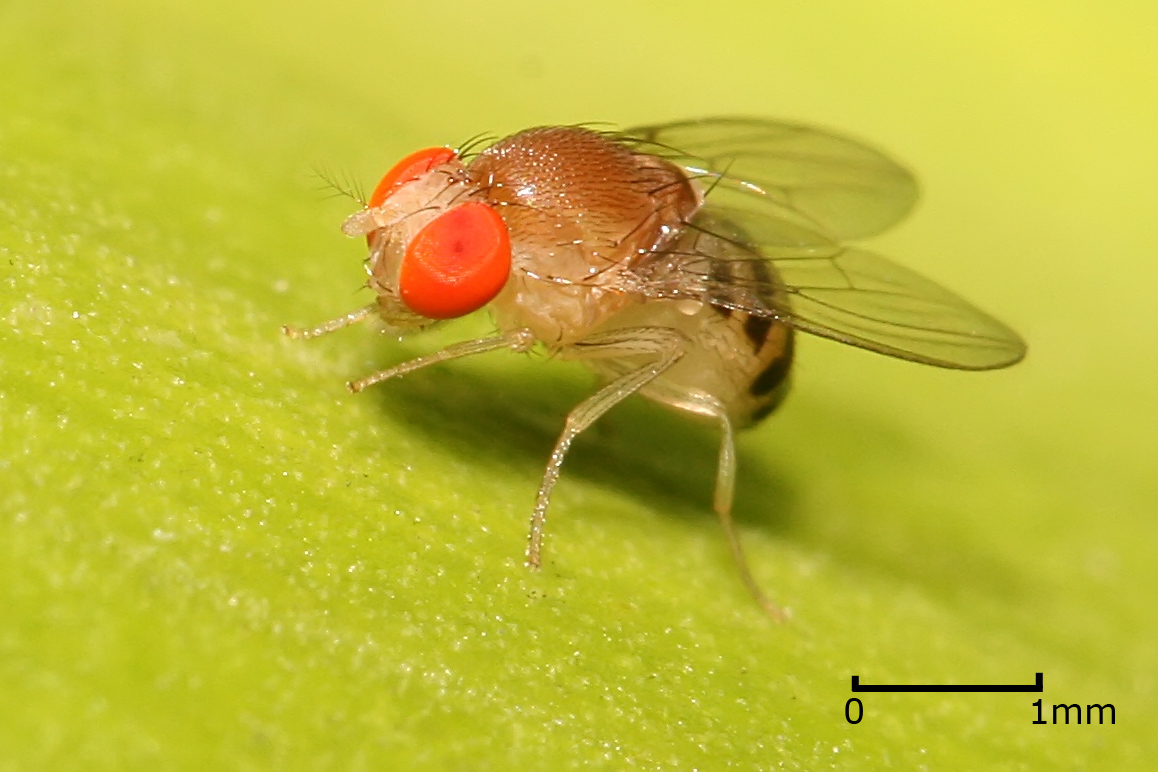

Drosophila lanaiensis var en tvåvingeart som beskrevs av Grimshaw 1901. Drosophila lanaiensis ingår i släktet Drosophila och familjen daggflugor. IUCN kategoriserar arten globalt som utdöd.
Artens utbredningsområde var Hawaii.